# Eyragues
Eyragues je francouzská obec v departmentu Bouches-du-Rhône, která se nachází 15 kilometrů jižně od Avignonu.
Vesnice je zajímavá tím, že zde stojí kostel sv. Maxima z 11. století s gotickou apsidou a se zvonicí z 18. století a kaple z 11. století zasvěcená sv. Bonitovi, jež byla v 17. století rozšířena.
Eyragues sousedí na severu s Châteaurenard, na východě s Noves, na jihu se Saint-Rémy-de-Provence a na západě s Maillane a s Graveson.

## Vývoj počtu obyvatel
Počet obyvatel